# Katholieke Kerk in Nigeria

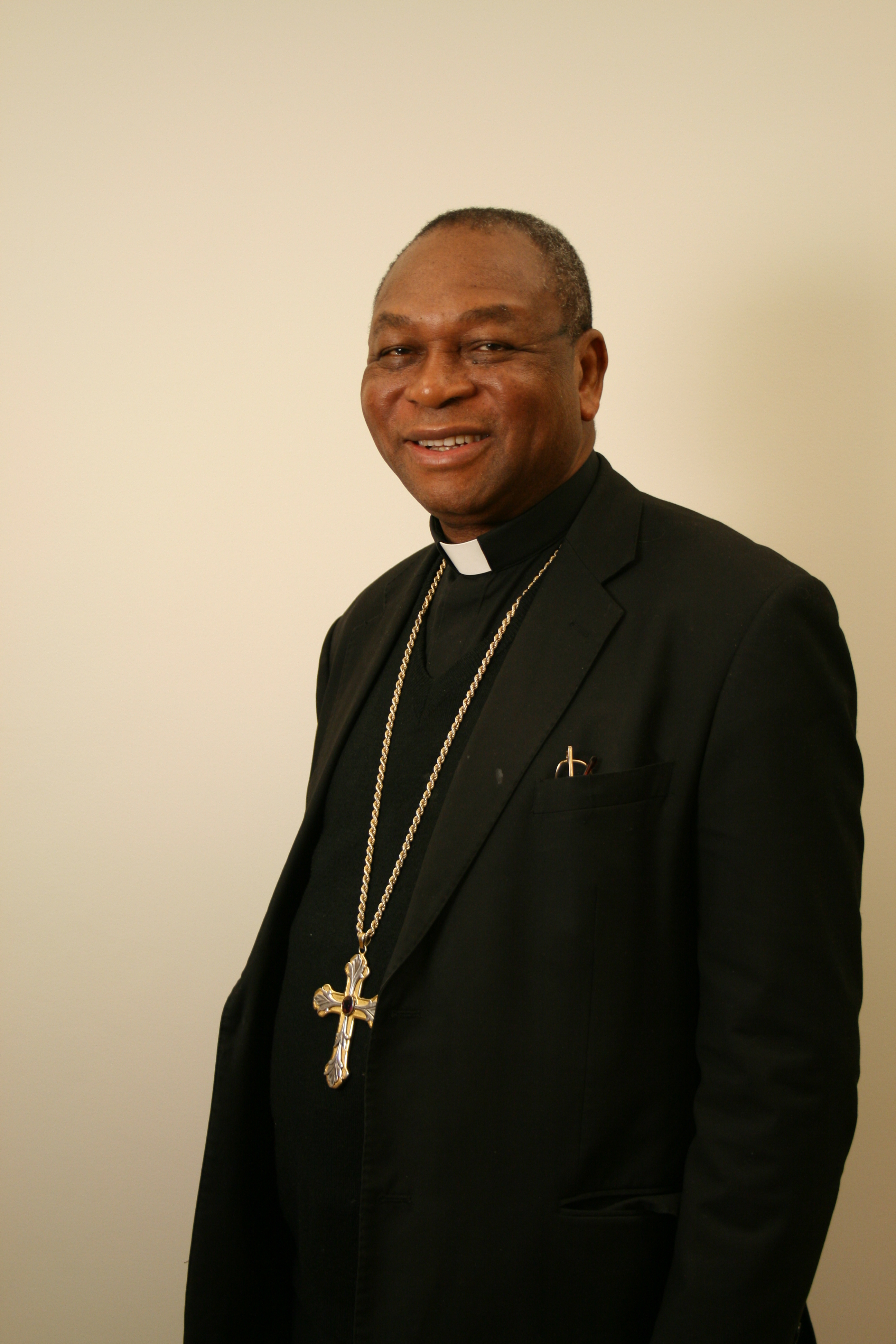
John Onaiyekan, van 1992 tot 2019 aartsbisschop van Abuja

De Katholieke Kerk in Nigeria maakt deel uit van de wereldwijde Katholieke Kerk, die onder het geestelijk leiderschap staat van de Paus in Rome. In Nigeria wonen ongeveer 25 miljoen katholieken, of 12% van de totale bevolking (2017). De Katholieke Kerk is vooral ingeplant in het zuidoosten van het land. De Katholieke Kerk groeit in het land, met 50 bisdommen in 2023, maar kreeg de laatste decennia te maken met de opgang van pinksterkerken. Vooral in het noorden van het land krijgen christenen af te rekenen met geweld van radicale moslims.
De curiekardinaal Francis Arinze (°1932) die prefect van de Pauselijke Raad voor de Interreligieuze Dialoog en van de Congregatie voor de Goddelijke Eredienst en de Regeling van de Sacramenten was, is afkomstig uit Nigeria.
Apostolisch nuntius voor Nigeria is aartsbisschop Michael Francis Crotty.

## Bisdommen

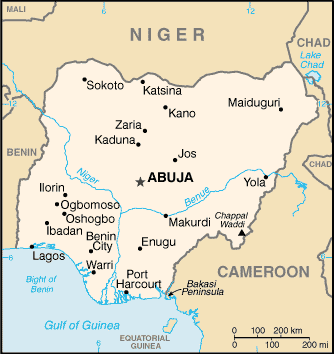
Kaart van Nigeria

- Aartsbisdom
  - Bisdom

- Abuja
  - Gboko
  - Idah
  - Katsina-Ala
  - Lafia
  - Lokoja
  - Makurdi
  - Otukpo
- Benin City
  - Auchi
  - Bomadi
  - Issele-Uku
  - Uromi
  - Warri
- Calabar
  - Ikot Ekpene
  - Ogoja
  - Port Harcourt
  - Uyo
- Ibadan
  - Ekiti
  - Ilorin
  - Ondo
  - Osogbo
  - Oyo
- Jos
  - Bauchi
  - Jalingo
  - Maiduguri
  - Pankshin
  - Shendam
  - Wukari
  - Yola
- Kaduna
  - Kafanchan
  - Kano
  - Kontagora
  - Minna
  - Sokoto
  - Zaria
- Lagos
  - Abeokuta
  - Ijebu-Ode
- Onitsha
  - Abakaliki
  - Awgu
  - Awka
  - Ekwulobia
  - Enugu
  - Nnewi
  - Nsukka
- Owerri
  - Aba
  - Ahiara
  - Okigwe
  - Orlu
  - Umuahia